# جاسيك كومان
جاسيك كومان هو مغني وموسيقي وممثل أسترالي وبولندي، ولد في 15 أغسطس 1956 في بولندا.

## أعمال

### أفلام
- (2001) الطاحونة الحمراء
- (2006) أطفال الرجال[6]
- (2008) أستراليا[7][8][9]
- (2008) المدافع[10]
- (2012)  روح الإنتقام[11]
- (2013) غاتسبي العظيم

## وصلات خارجية
- جاسيك كومان على موقع IMDb (الإنجليزية)
- جاسيك كومان على موقع ألو سيني (الفرنسية)
- جاسيك كومان على موقع ميوزك برينز (الإنجليزية)
- جاسيك كومان على موقع أول موفي (الإنجليزية)
- جاسيك كومان على موقع قاعدة بيانات الأفلام السويدية (السويدية)
- جاسيك كومان على موقع ديسكوغز (الإنجليزية)
- جاسيك كومان على موقع قاعدة بيانات الفيلم (الإنجليزية)
- جاسيك كومان على موقع كينوبويسك (الروسية)